# Marie Bernarde Bütler
Pour les articles homonymes, voir Butler.
Marie Bernarde Bütler (Auw, 28 mai 1848 - Carthagène, 19 mai 1924) est une religieuse suisse, fondatrice des Franciscaines missionnaires de Marie Auxiliatrice et reconnue sainte par l'Église catholique.

## Biographie
En 1868, Verena Bütler entre chez les religieuses capucines, sous le nom de sœur Marie-Bénarde, au couvent de Maria Hilf à Altstätten, dont elle est élue supérieure en 1880. 
En 1888, elle part en mission en Équateur où elle fonde la congrégation des Franciscaines missionnaires de Marie Auxiliatrice, dont la vocation est à la fois éducative et caritative.
Obligée de fuir le pays à cause d'une révolution, en 1895, elle trouve refuge à Carthagène en Colombie.
Sœur Marie Bernarde Bütler est béatifiée par Jean-Paul II le 29 octobre 1995 et a été canonisée le 12 octobre 2008 par Benoît XVI. Elle est la première sainte suisse canonisée depuis 1848.
Pour la béatification, fut reconnu comme miracle la guérison spontanée d'un cancer au cerveau d'un bébé en Colombie en 1967. En juillet 2007, un décret (au sens du droit canon) a reconnu comme miracle la guérison d'une femme médecin en Colombie qui était atteinte d'une broncho-pneumopathie chronique obstructive, ce qui ouvrait la voie à la canonisation.